# لی‌لی دامیتا
لی‌لی دامیتا (فرانسوی: Lili Damita‎؛ ۱۰ ژوئیهٔ ۱۹۰۴ – ۲۱ مارس ۱۹۹۴) هنرپیشه و خواننده اهل فرانسه بود. وی بین سال‌های ۱۹۲۲ تا ۱۹۳۷ میلادی فعالیت می‌کرد.
از فیلم‌های او می‌توان به این همان شب است، ارابه‌های جنگی و یک ساعت با تو و پل سن لوئیس ری اشاره کرد.